# Девушки из исправительной колонии
«Девушки из исправительной колонии» (англ. Reform School Girls) — эротический кинофильм-пародия.

## Сюжет
Молодая девушка попала по недоразумению в тюрьму. В тюрьме её ждут жестокие сокамерницы и начальница тюрьмы. В тюрьме витает лесбийское желание, сексуальное насилие и ужасные условия. Спастись можно, лишь сбежав.

## Значимость фильма
Фильм является пародией на множество фильмов категории «Women in Prison», с осмеянием множества клише и чрезмерной жестокостью и акцентированием на сексуальность.

## В ролях
- Уэнди О. Уильямс — Чарли Чамблис
- Сибил Даннинг — Уорден Саттер
- Линда Кэрол — Дженни
- Тиффани Хелм — Андреа Элдридж
- Пат Аст — Эдна
- Шерри Стоунер — Лайза
- Дениз Горди — Клаудия
- Лаура Шварц — Никки
- Робин Уоткинс — Келли
- Винифред Фридман — Терри
- Шарлотта Макгиннис — доктор Нортон